# Pleśnica
Pleśnica (deutsch Plieschnitz, 1936–1945 Fuchsberg O.S.) ist ein Ort der Stadt- und Landgemeinde Korfantów im Powiat Nyski der Woiwodschaft Opole in Polen.

## Geographie
Das Straßendorf Pleśnica liegt etwa zehn Kilometer südlich von Korfantów, 28 Kilometer östlich von Nysa (Neisse) und 47 Kilometer südwestlich von Opole (Oppeln) in der Nizina Śląska (Schlesischen Tiefebene). Nördlich des Dorfes befindet sich ein großflächiger Hainbuchenwald.
Nachbarorte von Pleśnica sind im Nordwesten Przydroże Małe (Klein Schnellendorf), im Osten Grabine (Grabina), im Südosten Schmitsch (Śmicz) und im Südwesten Ścinawa Mała (Steinau O.S.).

## Geschichte

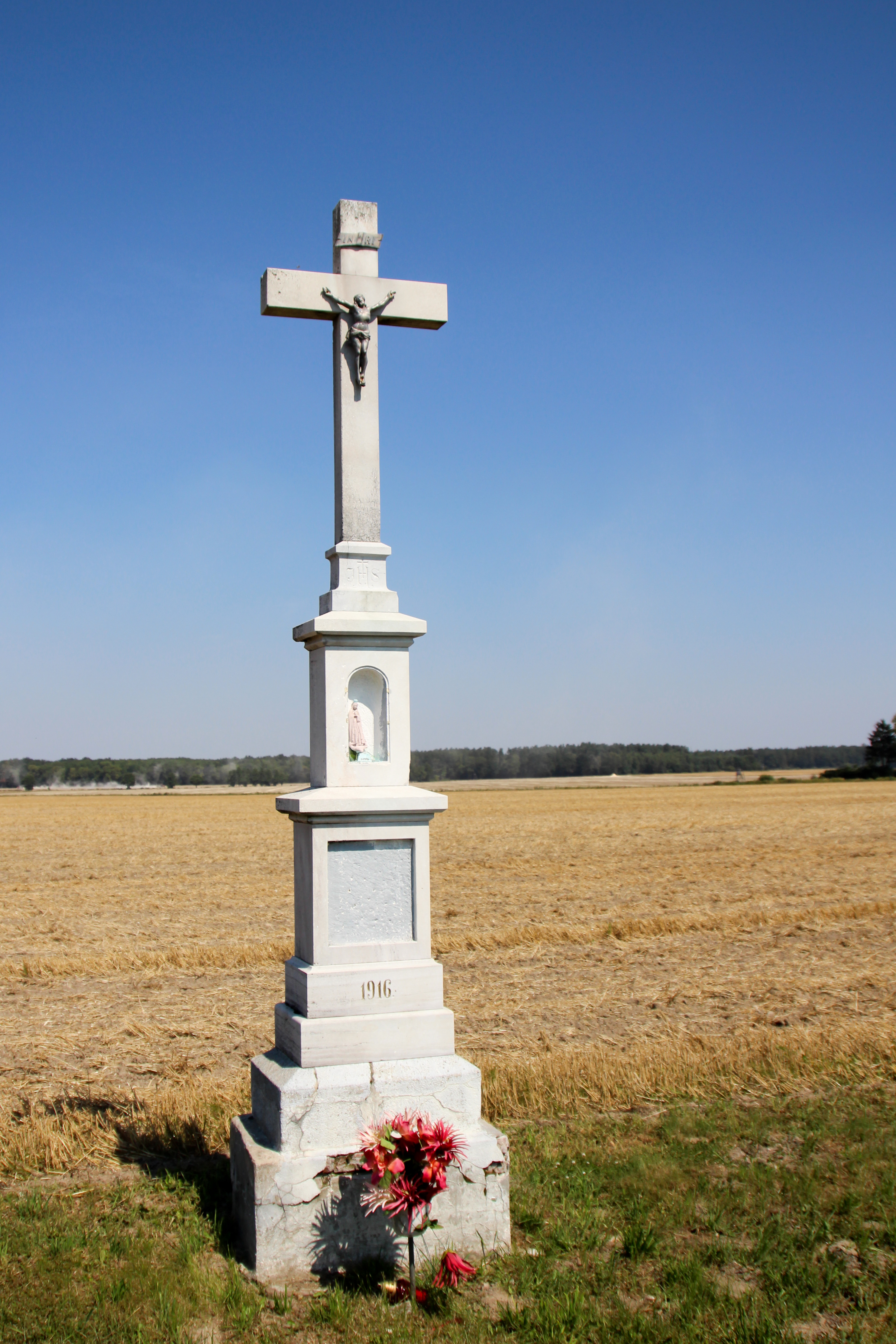
Wegekreuz an der Straße Przydroże Małe–Pleśnica

Das Dorf wurde 1235 erstmals als Plesschnitz erwähnt. 1384 und 1410 erfolgten weitere Erwähnungen des Dorfes ebenfalls als Plesschnitz. Der Ortsname leitet sich vom slawischen Begriff plesz ab und bedeutet in etwa kahles Feld.
Nach dem Ersten Schlesischen Krieg 1742 fiel Plieschnitz mit dem größten Teil Schlesiens an Preußen. Zwischen 1743 und 1818 gehörte das Dorf zum Landkreis Oppeln.
Nach der Neuorganisation der Provinz Schlesien gehörte die Landgemeinde Plieschnitz ab 1818 zum Landkreis Falkenberg O.S. im Regierungsbezirk Oppeln. 1845 bestanden im Dorf ein Vorwerk und 49 Häuser. Im gleichen Jahr lebten in Plieschnitz 233 Menschen, davon einer evangelisch. 1865 zählte das Dorf sechs Bauern-, 15 Gärtner- und zwölf Häuslerstellen. 1874 wurde der Amtsbezirk Klein Schnellendorf gegründet, welcher aus den Orten Ellguth-Steinau, Groß Schnellendorf, Klein Schnellendorf und Plieschnitz und den Gutsbezirken Ellguth-Steinau, Groß Schnellendorf, Klein Schnellendorf und Plieschnitz bestand. 1885 zählte Plieschnitz 202 Einwohner.
1924 wurde das Dorf elektrifiziert. 1934 wurde die Freiwillige Feuerwehr gegründet. 1933 hatte Plieschnitz 230 Einwohner. Am 10. Juni 1936 erfolgte die Umbenennung des Ortes in Fuchsberg O.S. Im September 1937 wurde auf Initiative der Reichsvertretung der Juden in Deutschland und des Hechaluz, mit dem Aufbau einer Mittleren-Hachschara auf dem Gut der Fabrikantenfamilie Fränkel aus Neustadt O.S. begonnen. Im April 1938 sollen 55, im Mai 1939 90 Chaluzim und Chaluzoth in Ellguth gelebt haben. 1939 lebten in Fuchsberg 224 Menschen. Im März 1945 wurde das Dorf von der Roten Armee eingenommen. Diese ließ im Dorf 20 Menschen erschießen. Bis 1945 befand sich der Ort im Landkreis Falkenberg O.S.
Als Folge des Zweiten Weltkriegs fiel Fuchsberg 1945 wie der größte Teil Schlesiens unter polnische Verwaltung. Nachfolgend wurde der Ort in Pleśnica umbenannt und der Woiwodschaft Schlesien angeschlossen. 1946 wurde die deutsche Bevölkerung vertrieben. 1950 wurde es der Woiwodschaft Oppeln eingegliedert. 1999 kam der Ort zum neu gegründeten Powiat Nyski (Kreis Neisse). 2005 zählte das Dorf 70 Einwohner.

## Sehenswürdigkeiten
- Gutshof
- Dorfkapelle
- Steinerne Wegekreuze